# Clémence Boisnard
Clémence Boisnard est une actrice française née en 1994 à Paris.

## Biographie
Selon ses propos dans une interview accordée au Journal des femmes en 2019, Clémence Boisnard commence le théâtre dans un cadre scolaire. Elle participe notamment à l'atelier jeunesse du cours Florent de 2007 à 2010. À l'âge de 18 ans, elle arrête à la fois ses études et le théâtre avant de passer le baccalauréat. Elle exerce ensuite divers emplois temporaires, par exemple dans l'animation socioculturelle ou comme barmaid, tout en faisant ses premières apparitions à l'écran. C'est lors d'un concert d'Oxmo Puccino qu'elle se fait repérer par une femme travaillant dans le casting.
Elle tourne notamment dans le court métrage L'Âge des sirènes, en 2015. L'année suivante, la casteuse qui l'avait repérée plusieurs années plus tôt la recontacte au moment de la préparation du long métrage La fête est finie. Clémence Boisnard déclare alors se présenter aux premiers essais pour ce film sans connaître le texte. Sa prestation personnelle retiendra les approbations de la critique. Elle remporte plusieurs prix pour ce rôle.
Clémence Boisnard pose également en tant que mannequin pour des photographies de mode,. En 2010, elle tourne dans un clip publicitaire pour la Macif réalisé par Sören Prévost et en 2014 dans un le clip musical Venus vs guitare du groupe Consume. En 2015, elle joue au théâtre du Funambule à Paris dans la pièce Nature morte dans un fossé.

## Filmographie

### Cinéma

#### Longs métrages
- 2012 : L'Âge atomique d'Héléna Klotz
- 2013 : Gare du Nord de Claire Simon
- 2017 : Django d'Étienne Comar
- 2017 : La fête est finie de Marie Garel-Weiss
- 2019 : Yves de Benoît Forgeard
- 2020 : La Terre des hommes de Naël Marandin
- 2021 : L'Horizon d'Émilie Carpentier
- 2024 : Jeunesse, mon amour de Léo Fontaine : Mami

#### Courts métrages
- 2014 : Départementale de Lucas Duchemin
- 2014 : Tombé du nid de Marie Heyse et Clémence Pogu
- 2015 : L’Âge des sirènes d'Héloïse Pelloquet (prix du meilleur court métrage au festival du film de Sarlat, prix de la RTS au festival Tous écrans de Genève)
- 2015 : Été mouillé de Clémence Pogu et Marie Heyse
- 2015 : Nature morte dans un fossé de Fausto Paravidino
- 2020 : Le Garçon du bois de Youri Tchao Debat
- 2020 : No More Heroes d'Arnaud Khayadjanian
- 2021 : Générique de India Lange

### Télévision
- 2011 : Val d'or d'Héléna Klotz
- 2014 : Au nom de la vérité - L'Orpheline : Laura
- 2019 : Zone Blanche, saison 2 épisode 3 Dans une autre vie : Marie Kopp
- 2019 : Osmosis : Théa

### Clips
- 2020 : The Answer de Cezaire
- 2021 : Monogramme de Magenta

## Distinctions
- César 2019 : présélection « Révélation » pour le César du meilleur espoir féminin pour La fête est finie
- Festival du film de Cabourg 2018 : Swann d'or de la révélation féminine pour La fête est finie
- Festival international du film de Saint-Jean-de-Luz 2017 : Chistera de la meilleure interprétation féminine pour La fête est finie avec Zita Hanrot
- Festival du film de Sarlat 2017 : prix d'interprétation féminine pour La fête est finie avec Zita Hanrot